# Марк-ла-Тур
Марк-ла-Тур (фр. Marc-la-Tour, окс. Marc la Tor) — коммуна во Франции, находится в регионе Лимузен. Департамент — Коррез. Входит в состав кантона Тюль-Кампань-Сюд. Округ коммуны — Тюль.
Код INSEE коммуны — 19127.
Коммуна расположена приблизительно в 410 км к югу от Парижа, в 90 км юго-восточнее Лиможа, в 10 км к юго-востоку от Тюля.

## Население
Население коммуны на 2008 год составляло 163 человека.
| 1962 | 1968 | 1975 | 1982 | 1990 | 1999 | 2008 |
| ---- | ---- | ---- | ---- | ---- | ---- | ---- |
| 132  | 161  | 154  | 135  | 151  | 152  | 163  |

## Экономика

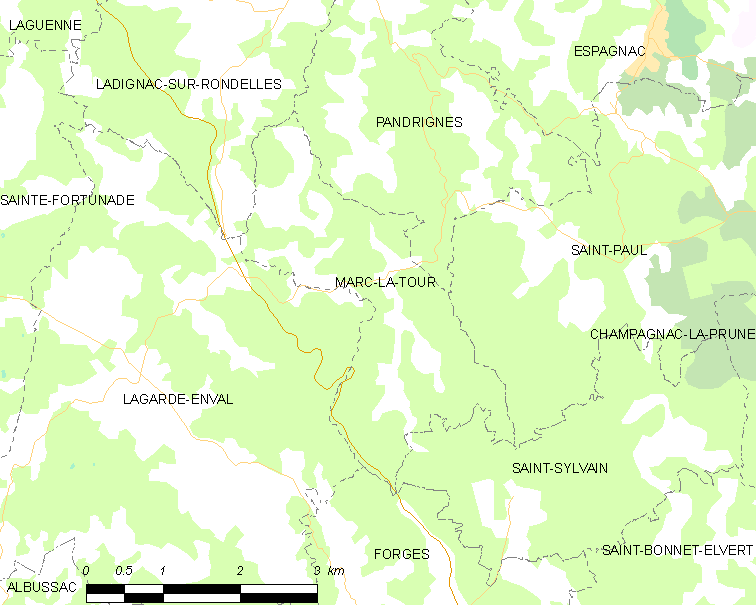
Карта коммуны

В 2007 году среди 102 человек в трудоспособном возрасте (15-64 лет) 73 были экономически активными, 29 — неактивными (показатель активности — 71,6 %, в 1999 году было 82,0 %). Из 73 активных работали 71 человек (35 мужчин и 36 женщин), безработных было 2 (2 мужчин и 0 женщин). Среди 29 неактивных 3 человека были учениками или студентами, 18 — пенсионерами, 8 были неактивными по другим причинам.